# WEB魚図鑑
WEB魚図鑑（ウェブさかなずかん）は、日本のウェブサービス。ウェブサイト上の魚類図鑑である。
2022年現在は株式会社ズカンドットコムにより運営されている。従来は釣りフォーラムにより運営された。

## 概要
一般のユーザーが写真やデータを持ち寄って作成する、市民参加型の魚図鑑である。
2022年8月現在、4綱55目288科1118属3168種と56538データが登録されている。これは日本語の魚類図鑑サイトとしては最大であり、データベースサイトとしても神奈川県立生命の星・地球博物館および国立科学博物館により運営されている「魚類写真資料データベース」に次ぐ量である。

## 沿革

### 1999～2007年
もともとはニフティサーブの釣りフォーラムの中のコンテンツのひとつとして1999年に登場した。その後2002年1月24日にさかなBBSの運営が開始された。当時のWEB魚図鑑およびさかなBBSの代表は当時釣りフォーラムのシスオペであった山出潤一郎とサブシスであった小西英人。シクラメンBBSをベースとし、システムエンジニアの本多順一が改造したさかなBBSはWEB魚図鑑と連動しており、さかなBBSに投稿し同時にWEB魚図鑑へ登録することも可能であるなど、画期的なシステムであった。
2003年にホタテウミヘビの尾部の写真が図鑑に登録され、登録データ件数が1000に達した。
2005年1月にはフサギンポが新たに図鑑に登録され、登録魚種が1000に達した。同年9月にはニフティサーブが終了したが、釣りフォーラムは任意団体として残り、WEB魚図鑑は別サーバーで存続した。11月には釣りフォーラムの一コンテンツとして小西が管理する「遊魚亭」がオープンする。
2007年10月22日、さかなBBS上で小西がWEB魚図鑑を運営する釣りフォーラムを離れることが発表された。これに伴い、図鑑へのデータ登録が不可(さかなBBSへの登録は可能だが、図鑑への登録は不可)となった。理由としては山出らほかのスタッフとの考えの違いがあったとみられる。その翌年小西が登録していた魚類画像や解説文などはすべて削除され、遊魚亭も閉鎖となった。ほかにも複数の投稿者がWEB魚図鑑を離れる。

### 2008 - 2013年
2008年2月、新しいスタッフとして東京大学大学院農学生命科学研究科の宮崎佑介と、東京海洋大学大学院博士後期課程の村瀬敦宣が加入した(肩書はいずれも当時)。これに伴い、2008年2月17日、WEB魚図鑑への登録受付が再開された。今後はこの二人が中心となり運営しながら、現在削除されたままとなっている特徴などの項目を記述していくという。
2009年7月以降、不正使用対策のため、画像表示にFlashの技術が使用されることになった。
2010年4月、登録魚種が2000種に達した。同年5月には、WEB魚図鑑の登録者の画像がSecond lifeの中でナチュラムにより無断で使用されていたことが発覚した。この件については山出はさかなBBSで「誠意ある対応をしていただいた」と述べたが、この件で対応に不信を抱いたユーザー数名が退会するという事態を招いた。
2011年10月、ラインドフラッシャーラスがWEB魚図鑑に登録され、登録魚種数が2500種に達している。

### 2013年以降
山出ら開発チームはWEB魚図鑑のリニューアルをすすめ、2013年1月以降は新サイトでの運営となった。2013年3月には株式会社であるズカンドットコムを立ち上げる。それ以降、旧サイトにはアクセスできず、新サイトへ自動的にきりかわる形となる。同年4月2日からWEB魚図鑑の運営はこれまでの釣りフォーラムから株式会社ズカンドットコムに移った。
2013年9月1日をもって、さかなBBSは閉鎖された。閉鎖となっているが、2022年現在も閲覧自体は可能である。ただし画像については画像の表示がFlashで行われていた都合上、サポートが終了した現在では一部の小さいサイズの画像を除いて見ることはできなくなっている。さかなBBSのかわりとなる「コミュニティ」は4つの掲示板群となった。
2014年5月には日本初の画像認識による魚類同定アプリ「魚みっけ」がリリースされた。当初は有料(300円)であったが、現在は無料で使うことができる。

## コンテンツ

### 図鑑
図鑑の閲覧はだれでも可能、無料の会員登録を行うことにより、掲示板に投稿したり、魚図鑑に魚画像やデータを登録することが可能である。サイトトップに表示される新着の情報は釣りフォーラム時代の10件から8件に減ったが、サムネイル表示がなされるようになった。また「新着の情報をもっと見る」をクリックすことで最新8件以前の登録を見ることも可能。

### 図鑑登録
釣りフォーラム時代はだれでも図鑑に写真を掲載することができたが、2013年以降はユーザー登録していないと登録ができなくなった。写真のほかに採集場所や日付などの入力が必要。1995年以前のデータは登録できない。入力後直ちに登録されるが、釣りフォーラム時代は運営スタッフによって同定やチェックがおこなわれるため時間がかかった。しかし未同定のものをそのままサイトのトップに晒すという問題はこれにより当時は発生していなかった。

### My図鑑
ユーザーが登録した魚を見ることができ、ユーザー以外の閲覧も可能。釣りフォーラム時代は「My魚図鑑」という名称であった。「人気順」「新着順」「50音順」の3つから選べるが、My魚図鑑時代にあったような「科名順」および「目名順」は選択することができない。ほかの図鑑サイトと共用。

### 未同定の投稿一覧
釣りフォーラム運営時には存在していなかった項目。登録の際「未同定」にチェックをいれて投稿したものはここに集められる。最終的にはスタッフもしくは登録者が同定することになるが、写真の質がよくない、同定ポイントが写っていないなどの理由によりすべての魚種を同定できるわけではないことに留意されたい。

### コミュニテイ
従来のさかなBBSにかわる掲示板群。魚の同定の依頼は「Q＆Aコーナー」、運営からのお知らせや魚類にまつわるイベント・オフ会の告知に使用される「お知らせ」、WEB魚図鑑の運営についての意見などを投稿する「運営コミュ」および「フリートーク」の4つに分けられる。新しい魚を登録する際に同定できているものはコミュニティを通さず直接投稿することも可能である。

### 魚と水遊びのコレクション
ネットショップ。おもにTシャツとスマートフォンケースを取り扱う。「シーボルトコレクション」、2017年以降にWEB魚図鑑のキャラクターとなった「夢見るマンボウ」のグッズのほか、画家長嶋祐成の手によるコレクションも扱っている。下記に示すズカンドットコムの情報の一部はこの中の特商法表記より。

## 特色

### 市場魚介類図鑑との違い
日本語による魚類関係ウェブサイトとしてWEB魚図鑑以外に著名なサイトに市場魚介類図鑑がある。市場魚介類図鑑と比較すると、貝類や甲殻類、頭足類(2012年までは扱いがあった)などの扱いはないが、魚類については市場で見られるものや釣り魚のほか、ダイビングで出会えるものや観賞魚の扱いもあることで差別化されている。

### 頭足綱の扱い
釣りフォーラム時代は魚類に加え、イカやタコなど、釣りの対象となる頭足綱に含まれる生物も変則的ではあるが扱われていた。しかし、頭足類は同定が難しいという理由により、2010年以降は新規投稿を受け付けておらず、ズカンドットコム時代には頭足綱の生物は図鑑から姿を消している。

### 出版物
2007年には小西により「遊遊さかな大図鑑」が出版された。WEB魚図鑑の投稿者29名が協力し、写真が使用されている。
ズカンドットコム時代になって以降、書籍の発刊はないが、運営スタッフである宮崎や村瀬による図鑑などへの執筆は見られる。

## 問題点

### 淡水魚の生息地公開
日本在来の淡水魚については絶滅が心配されるものが多く、またそうでない種であっても、ひとつの生息地にたくさんの採集者が訪れる状況は好ましくない。この観点から多くの淡水魚を扱うウェブサイトでは採集場所などを伏せているが、WEB魚図鑑ではそのような取り組みはしておらず、希少でない種においては今でも極めて詳細な採集場所などが掲載されている種もある。釣りフォーラム時代は採集地は運営者が伏せていた事例もあったが、ズカンドットコム時代は野放しになっている。

### 査読なし
WEB魚図鑑は2013年のズカンドットコム立ち上げとそれに伴うリニューアル後の期間と、それ以前の期間に大別されるが、2013年1月以前はチェック機能が有効に働いていたのに対し、現在のWEB魚図鑑は投稿した写真がそのまま掲載されるという問題を抱えている。未同定の魚類の写真がそのまま図鑑サイトに掲載されることから、査読のないハゲタカジャーナルと似たところがある。それゆえ、同サイトに投稿された内容が学術誌には参考文献としてほとんど掲載されない。

## ズカンドットコム
ズカンドットコムはWEB魚図鑑を中心に汎用のWEB図鑑を運営すべく立ち上げられた会社法人である。同時に関連アプリケーションの開発も手掛けている。
代表は山出潤一郎。同様にクリエイターである直江憲一も在籍している。